# Manfred Ammon
Manfred Ammon (* 21. November 1944 in Westpreußen) ist ein ehemaliger deutscher Basketballspieler.

## Laufbahn
1963 wurde er mit der A-Jugend des MTV Wolfenbüttel deutscher Meister.
Ammon gehörte wie auch sein Bruder Peter zur Wolfenbütteler Mannschaft, die in der Premierensaison der Basketball-Bundesliga, 1966/67, dabei war und gehörte jahrelang zur Erstliga-Mannschaft der Niedersachsen, mit der er auch im Europapokal antrat.
Beruflich wurde er als Lehrer tätig und war jahrelang Schulleiter. 1976 zog er für die CDU erstmals in den Rat der Stadt Wolfenbüttel ein, ab September 2000 war er stellvertretender Ratsvorsitzender und ab November 2011 erster Stellvertreter des Bürgermeisters. Im März 1996 wurde er zum Ehrenbürger der rumänischen Stadt Satu Mare ernannt. Im Oktober 1996 erhielt Ammon den goldenen Ehrenring der Stadt Wolfenbüttel. 2016 wurde Ammon Ehrenbürger Wolfenbüttels.